# Wolfgang Kaußen
Wolfgang Kaußen (* 20. Oktober 1953 in Düren) ist ein deutscher Lektor, Schriftsteller und Übersetzer.

## Leben
Wolfgang Kaußen studierte Germanistik, Geschichte, Kunstgeschichte und Philosophie an der Universität Bonn. Im Jahr 1980 promovierte er dort mit einer Arbeit über Gottfried Benn zum Doktor der Philosophie. Seitdem ist er in den Lektoraten der Verlage Suhrkamp und Deutscher Klassiker Verlag in Frankfurt am Main tätig.
Wolfgang Kaußen veröffentlichte bisher drei Bände mit eigenen Gedichten und daneben – häufig zusammen mit seiner Ehefrau, der Dramaturgin und Übersetzerin Jutta Kaußen – eine Reihe von Übersetzungen der Werke englischsprachiger Lyriker, die er selber auch als Nachbildungen tituliert.

## Werke
- Spaltungen. Bouvier Verlag, Bonn 1981 (= Buchausgabe der Dissertation).
- Quadriga. SPQ Verlag, Frankfurt am Main 1990.
- Kunstkammer. SPQ Verlag, Frankfurt am Main 1994.
- Autochrome. SPQ Verlag, Frankfurt am Main 2001.

## Herausgeberschaft
- William Shakespeare: Einundzwanzig Sonette. Übertragen von Paul Celan. Mit einem Essay von W. Kaußen. Insel, Frankfurt am Main und Leipzig 2001 (Insel-Bücherei 899/B).

## Übersetzungen
- Gerard Manley Hopkins: Sonnets. Zweisprachige Ausgabe. SPQ Verlag, Frankfurt am Main 1993.
- William Shakespeare: Sonette. Insel, Frankfurt am Main 1993.
- Ted Hughes: Der Tiger tötet nicht. Insel, Frankfurt am Main [u. a.] 1998 (übersetzt zusammen mit Jutta Kaußen).
- John Donne: Geh, fang einen Stern, der fällt. Insel, Frankfurt am Main 2001 (enthält auch Gedichte von George Herbert und Andrew Marvell; übersetzt zusammen mit Werner Vordtriede).
- George Herbert: Poems. SPQ Verlag, Frankfurt am Main 2001.
- Ted Hughes: Wie Dichtung entsteht. Frankfurt am Main [u. a.] 2001 (übersetzt zusammen mit Jutta Kaußen und Claas Kazzer).
- Ted Hughes: Etwas muß bleiben. Frankfurt am Main 2002 (übersetzt zusammen mit Jutta Kaußen).